# تربية الخنازير

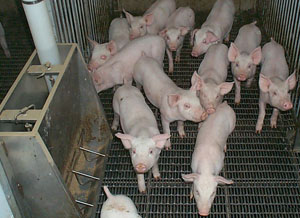
خنازير في مزرعة

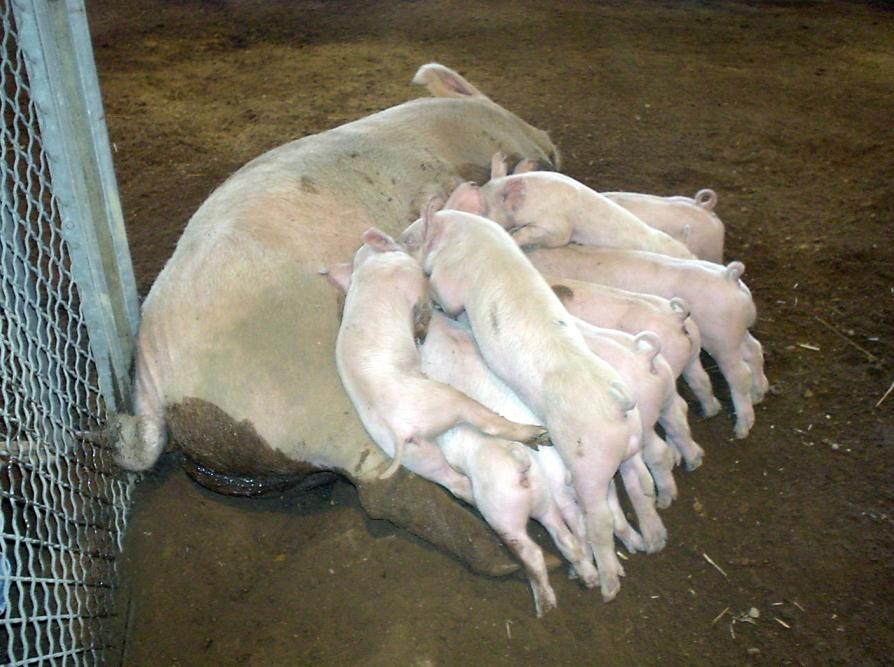
خنزيرة تُرضع أولادها.

تربية الخنازير هي تربية واختيار الأصناف من الخنزير المستأنس وتعتبر فرع من تربية الحيوانات. تربى الخنازير بشكل أساسي لأجل اللحم وفي بعض الأحيان لأجل الجلد.
يمكن تربية الخنازير بأساليب مختلفة بسهولة، مثل وحدات التربية التجارية، المشاريع التجارية في المراعي الحرة، التربية الشاملة حيث يسمح له بالتجول حول القرى أوالمدن والبلدات أو يبقى في ملجأ صغير أو حظيرة خارج المنزل. قديما، تربى الخنازير بأعداد قليلة وكانت مرتبطة جدا بإقامة المالك في نفس القرية أو البلدة. تعتبر الخنازير مصدر للحم والدهن وقدرتها على تحويل الطعام السيئ إلى لحم وغالبا مايكون بقايا الأكل المنزلية إذا كانت التربية في المنازل. كانت تأكل الخنازير على نطاق تجاري من المكبات المحلية.
ماتزال هذه الطرق مستخدمة في الحاضر.في الدول النامية، تسكن في المزارع التجارية ألاف الخنازير في مباني مضبوطة الحرارة. تعتبر الخنازير شكل شائع من الحيوانات الزراعية، يذبح أكثر من مليار خنزير سنويا حول العالم، 100 مليون من الولايات المتحدة وحدها. تستخدم غالبية الخنازير لتغذية البشر ومن الممكن أن تنتج الجلد، الدهن والمواد الأخرى لصناعة الملابس والمُقومات للأغذية المصنعة والمستحضرات التجميلية وغيرها وللاستخدامات الطبية.
تختلف نشاطات تربية الخنازير بحسب نموذج التربية في المزرعة ومجال التحكم من التجوال الكبير في القرى والبلدات لتأكل من المكبات أو في أنظمة التربية الكثيفة حيث تبقى الخنازير في المبنى غالبية حياتها. تحاول كل مزرعة خنازير التأقلم مع الظروف المحلية وإمدادات العلف.

## كغذاء
تقريبا كل أجزاء الخنزير تؤكل. هناك العديد من منتجات الغذائية من الخنزير مثل والنقانق وباكون والهام ويُحول الجلد إلى قشرة لحم الخنزير والأقدام إلى كُراع والرأس إلى لحم هلامي يدعى جبن الرأس، ويؤكل الكبد والأمعاء والدم (بودنغ الدم أو بودنغ الأسود).

## الإنتاج والتجارة
تربى الخنازير في الكثير من البلدان، مما يعني أن هناك أهمية عالمية وسوق دولية للخنازير الحية والمذبوحة. بالرغم من أن الصين تملك أكبر قطيع من الخنازير، إلا إنها تستوردها ويزداد الاستيراد مع تطور الاقتصاد. أكبر مصدرين الخنازير هم الولايات المتحدة، الاتحاد الأوروبي وكندا. صُدّر نصف إنتاج كندا (22.8 مليون خنزير) في 2008 إلى 143 بلد.